# René Brejassou
Pas d'image ? Cliquez ici

a Compétitions nationales et continentales officielles uniquement.

b Matchs officiels uniquement.
Dernière mise à jour le 4 août 2011.
René Bréjassou, né le 12 août 1929 à Aureilhan et mort le 13 juin 2011 à Tarbes, est un joueur français de rugby à XV qui a joué avec l'équipe de France et le Stadoceste tarbais au poste de pilier gauche. Surnommé La Brejasse, il a aussi joué deuxième ligne et dans le club des Cigognes de Tarbes.

## Biographie

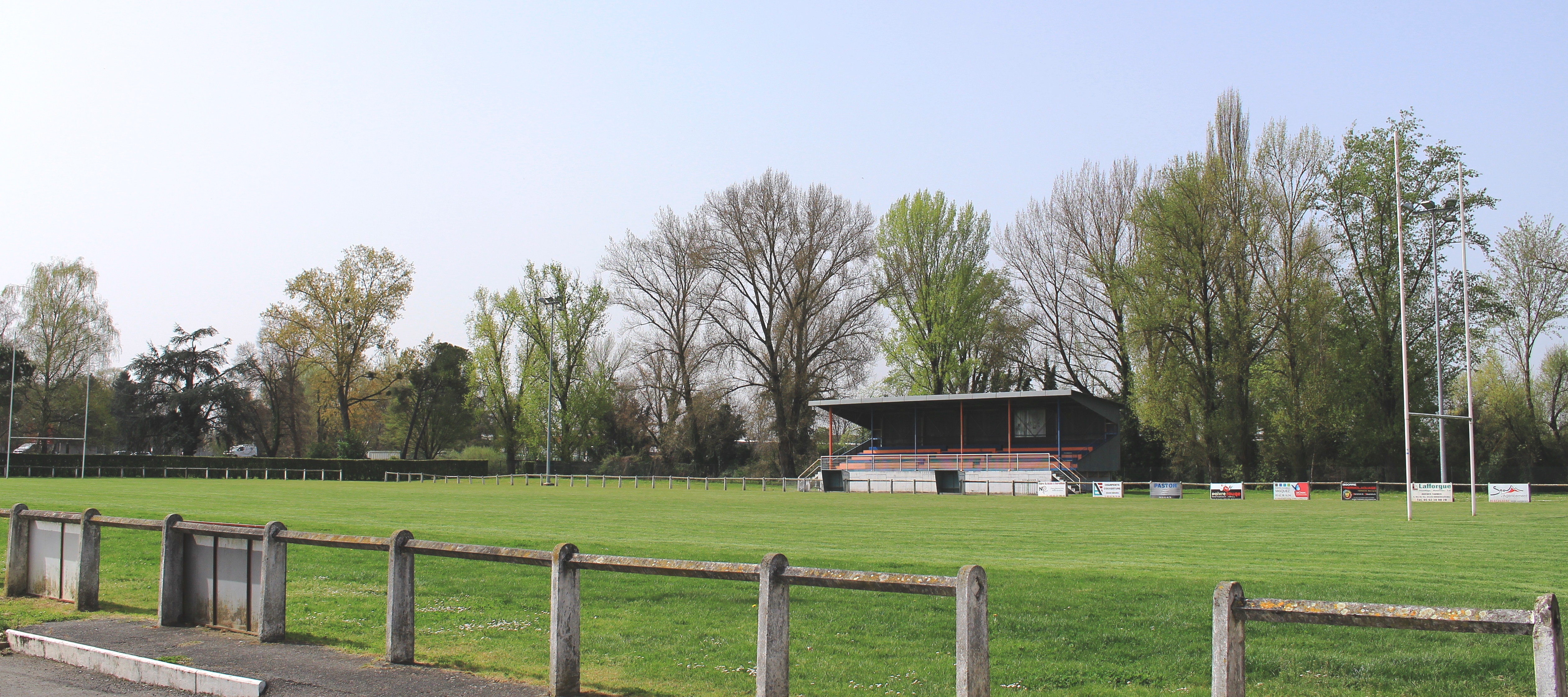
Le stade de rugby René Bréjassou à Aureilhan.

René Bréjassou commence très tôt sa vie professionnelle comme manutentionnaire au sein de l'entreprise familiale de charbon. Un ami rugbyman lui fait découvrir le rugby et il rejoint le club des Cigognes d'Alsthom de Tarbes durant la saison 1945/1946. Il devient champion de France avec les juniors dont il est capitaine. Ses talents et sa puissance lui permettent d'être repéré par le Stadoceste tarbais qui l’enrôle alors qu'il n'a que 17 ans. Il s'impose très vite comme pilier avec l'équipe première de Tarbes et tape dans l’œil des sélectionneurs de l'équipe de France. En 1951, il connaît ses deux plus grandes déceptions sous le maillot frappé de l'Ours, deux finales perdues. Après l'amère finale du championnat de France 1951 perdue contre US Carmaux pour laquelle René, blessé au genou, n'avait pu jouer, et après celle de la Coupe de France abandonnée au voisin lourdais à la suite d'une rencontre d'une grande violence, il endosse le maillot tricolore pour la première fois le 12 janvier 1952, contre l'Écosse à Édimbourg. Deux ans plus tard, toujours contre les Écossais, il entre dans la légende en inscrivant les seuls points du match, un essai signe de victoire qui permet aux Bleus de remporter ex æquo le Tournoi 1954. Une entorse le prive des deux derniers matches du Tournoi, permettant à Amédée Domenech d'effectuer ses débuts. La même année, il participe à la première victoire française sur les All Blacks, à Colombes et sur le même score de 3-0. Il participe ensuite à l'ensemble des matches du Tournoi 1955 que les Français remportent également, conjointement avec les Gallois. Ayant repris l'entreprise de commerce de bois-charbon-mazout dans sa ville d'Aureilhan, sa situation professionnelle n'est plus compatible avec le rugby de haut niveau et il termine sa carrière internationale (15 sélections) contre l'Italie le 10 avril 1955 à Grenoble, en même temps que Jean Prat. Il fait prospérer ses affaires et ouvre un dancing qu'il nomme Le Pilier. Il continue de jouer en club mais sa débordante activité amène son cœur à s'emballer un peu trop, il préfère, alors, à 29 ans, quitter le terrain. Il décède le 13 juin 2011 à Laloubère.

## Palmarès

### En club
- Champion de France Juniors 1946
- Finaliste du Championnat de France en 1951
- Finaliste de la Coupe de France en 1951
- Pilier n°1 de 1952 à 1954 au classement Midi-Olympique

### En équipe nationale
- Vainqueur du Tournoi des Cinq Nations en 1954 et 1955

## Statistiques en équipe nationale
- 15 sélections
- 3 points (1 essai en 1954 contre l’Écosse)
- Sélection par année : 5 en 1952, 2 en 1953, 3 en 1954, 5 en 1955
- Tournois des Cinq Nations disputés : quatre, en 1952, 1953, 1954 et 1955
- International militaire.